# Peramelemorfs
Els peramelemorfs (Peramelemorphia) són un ordre de marsupials que conté els bàndicuts i bilbis. Comprèn aproximadament els marsupials omnívors. Tots els membres de l'ordre són endèmics d'Austràlia i Nova Guinea i la majoria tenen la forma típica dels bàndicuts: un cos grassonet amb una esquena arquejada, un musell llarg i que s'aprima vers la punta, orelles grans i erectes, potes relativament llargues i primes i una cua prima. La seva mida varia entre 140 grams i dos quilograms, però la majoria d'espècie pesen el mateix que un gatet en creixement: aproximadament un quilogram.